# Teorie vyčíslitelnosti
Teorie vyčíslitelnosti je obor na pomezí matematiky a informatiky, který zkoumá otázky algoritmické řešitelnosti problémů. Vytváří teoretický základ a zkoumá možnosti a hranice využití algoritmicky pracujících postupů, což se v praxi uplatňuje především na počítačové programy. Pod pojmem algoritmu se běžně rozumí mechanizovaný postup, který lze realizovat třeba na Turingově stroji. Významnou roli ve filozofickém podložení teorie vyčíslitelnosti hraje Churchova–Turingova teze, podle níž jsou všechny „rozumné“ výpočetní modely ekvivalentní Turingově stroji.
Pro teoretický popis pojmu algoritmu se využívá množství výpočetních modelů – například Turingův stroj, částečně rekurzivní funkce, RAM stroj a Lambda kalkul (nebo kombinatorická logika).

## Zajímavé výsledky
- Nelze zkonstruovat algoritmus, který by pro obecný program ověřil konečnost jeho běhu (tzv. problém zastavení).

## Zajímavé hypotézy/teze
- Ke každému (intuitivně představitelnému) algoritmu existuje ekvivalentní Turingův stroj (tzv. Churchova–Turingova teze).

Tato teze se snaží spojit intuitivní pojem algoritmu s matematickou definicí Turingova stroje. Spojuje tak filozofický a matematický svět, a proto ze své podstaty není matematickým tvrzením.